# Macrostemum carolina
Macrostemum carolina là một loài Trichoptera trong họ Hydropsychidae. Chúng phân bố ở miền Tân bắc.